# Christopher Reinhold von Nolcken

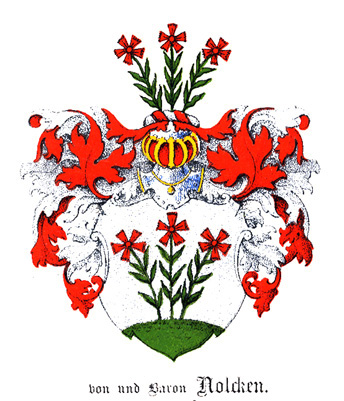
Stammwappen derer von Nolcken

Christopher Reinhold von Nolcken (* 26. Februar 1660; † 20. März 1732), Herr von Hasik, war ein deutsch-baltischer Adelsmann, Landespolitiker und Landrat von Ösel.

## Leben
Christopher Reinhold von Nolcken stand zunächst im königlich-schwedischen Militärdienst und begann 1678 seine militärische Laufbahn als Fähnrich in einer Dragonerschwadron. 1679 wurde er zum Leutnant befördert und nahm von 1678 bis 1679 am Feldzug nach Ostpreußen teil. Er wurde 1681 verabschiedet. Ab 1682 war er als Kapitänleutnant im Garnisonsregiment von Riga und wurde in dieser Zeit 1685 zum Kapitän befördert. 1691 nahm er unter englischer Befehlsgewalt in Brabant am Feldzug gegen die Franzosen teil. Seine nächste Position war ab 1695 als Kapitän im Garnisonsregiment Wismar, 1700 wurde er zum Major und 1706 zum Oberstleutnant befördert. 1714 erhielt er als Oberst das Kommando über das Regiment, er nahm an der Expedition gegen Güstrow teil und geriet am 23. Dezember 1715 in Stralsund in Gefangenschaft. Er kehrte 1718 auf die Insel Ösel zurück und verließ am 30. September 1719 als Oberst das königlich-schwedische Herr. In Arensburg, der Hauptstadt Ösels, war er als königlich-schwedischer Legationssekretär tätig und erhielt am 10. September 1725 das Adelsdiplom (Ritt. Arch. Nro. 118). Als Landrat vertrat er in der Provinz Ösel bei den Ritterschaftsversammlungen die Belange der öselschen Ritterschaft. 1725 diente er, zusammen mit dem Landrat Justus Hinrich von Rading, als Deputierter der öselschen Ritterschaft in Sankt Petersburg und setzte sich für die ihnen aufgegebenen Instruktionen der öselschen Ritterschaft ein.

## Familie
Die von Nolcken gehörten zu einem alten und tief verwurzelten deutsch-baltischen Adelsgeschlecht, der auf der Insel Ösel ansässige Zweig hatte erheblichen landespolitischen Einfluss. Der Vater von Christopher Reinhold war Friedrich von Nolcken, Herr von Hasik auf Ösel (1624–1691), der in erster Ehe mit Anna von Vietinghoff († 1685) verheiratet war. Christopher Reinhold war seit 1689 mit Ingeborg Christina von Stackelberg (1664–1747) verheiratet, ihre Nachkommen waren:
- Erich Matthias von Nolcken (1694–1755), Diplomat und Hofkanzler
- Ingeborg Louise von Nolcken (1695–1783), verheiratet mit Otto Johann von Poll (1700–1782)
- Anna Christina von Nolcken (* 1699), verheiratet mit Reinhold Matthias von Stackelberg (1692–1758)
- Magnus Friedrich von Nolcken (1696–1723), schwedischer Leutnant
- Hedwig Beata von Nolcken (1706–1765), verheiratet mit Johann Gustav von der Osten-Sacken (1692–1778), Landrat und Konsistoriumsdirektor
- Johann Christopher I. von Nolcken (*/† ?), verheiratet mit Anna Elisabeth von Tiesenhausen
- Reinhold Gustav von Nolcken († 1762), Landrat und Landmarschall, verheiratet 1. Ehe mit Anna Christine Redkenhof (1709–1732) und in 2. Ehe mit Anna Beata von Poll (1714–1771)
  - 1. Ehe: Christopher Reinhold von Nolcken (Generalmajor) (1728–1802), russischer Generalmajor, Gouverneur von Pleskau